# Brenda del Carmen Gutiérrez Vega
Brenda del Carmen Gutiérrez Vega (Manzanillo, Colima, 16 de julio de 1977) es una política mexicana, Licenciada en Derecho por la Universidad de Colima y tiene una maestría en Ciencia Política y Administración Pública de la misma casa de estudios. Estudió el doctorado en Derecho por la Universidad de Baja California.
Fue becaria por la Unión Iberoamericana de Municipalistas en conjunto con la Agencia Española Internacional para realizar sus estudios de Gestión Pública y Desarrollo Local. En cuanto a Diplomados, Brenda ha cursado por la Universidad de Guadalajara el Diplomado en Derechos Humanos, por la Universidad de Colima el Diplomado en Estudios de Género y un tercero en Estudios Avanzados sobre Gobiernos Locales.
Fue asesora del Grupo Parlamentario del PAN en la LIII Legislatura del Congreso del Estado de Colima, directora general de asuntos jurídicos del Comité directivo estatal del PAN y secretaria estatal del PAN. De 2003 a 2006 fue regidora en el H. Ayuntamiento de Villa de Álvarez. Brenda Gutiérrez Vega fue diputada local en la LV Legislatura del Congreso del Estado de Colima. Presidente Municipal de H. Ayuntamiento de Villa de Álvarez, Colima. Periodo que comprende 15 de octubre de 2009 al 11 de diciembre de 2011. -->
En 2012 fue candidata a senadora de la República. En 2021 candidata a diputada federal. Actualmente es secretaría general del H. Congreso del Estado de Colima.